# Силквуд
Силквуд (енгл. Silkwood) је филмска драма из 1983. у режији Мајка Николса. 
Филм је номинован за 5 Оскара.
Керен ради у нуклеарној електрани у Оклахоми и подиже глас након што сазна да услови за рад нису безбедни. Она се налази усред контроверзе која доводи до њене смрти.

## Радња
Карен Силквуд води неупадљив живот: ради цео дан у фабрици за прераду плутонијума, повремено посећује своје троје деце, која живе у другом граду са њеним бившим грађанским мужем.
Руководство погона, у настојању да на време испуни обавезе по уговору, тера запослене на прековремени рад, занемарујући њихову безбедност. Неколико запослених, укључујући и саму Карен, изложено је зрачењу. Након што сазна да су негативи фотографија покварених горивих шипки ретуширани и да су записи о кршењу безбедности измењени, Карен одлучује да предузме акцију и придружује се локалном синдикату.
Она путује у Вашингтон, где говори синдикалним званичницима шта се дешава у фабрици. Техничари су заинтересовани за њену причу, али траже доказе о неправедним поступцима како би инцидент могао да буде објављен у штампи. Карен се враћа на посао и, упркос неразумевању колега и интригама претпостављених, успева да прикупи потребну количину материјала за новинаре. На путу да упозна новинара Њујорк тајмса, Карен гине у саобраћајној несрећи.

## Улоге
| Глумац          | Улога                    |
| --------------- | ------------------------ |
| Мерил Стрип     | Карен Силквуд            |
| Шер             | Доли                     |
| Курт Расел      | Дру Стивенс              |
| Крејг Т. Нелсон | Винстон                  |
| Фред Вард       | Морган                   |
| Рон Силвер      | Пол Стоун                |
| Дејвид Стратерн | Весли                    |
| М. Емет Волш    | Волт Јарбороу            |
| Брус Макгил     | Мејс Харли               |
| Реј Бејкер      | Пит Досон                |
| Ентони Хилд     | други доктор на састанку |
| Вил Патон       | Џо                       |
| Гери Грабс      | Ренди Фокс               |
| Бил Кобс        | човек у ручаоници        |
| Џејмс Ребхорн   | доктор из Лос Аламоса    |